# Greatest Hits – Chapter One
Greatest Hits - Chapter 1 es el primer álbum de grandes éxitos de la cantautora estadounidense Kelly Clarkson. El álbum fue lanzado el 16 de noviembre de 2012 por RCA Records. La compilación contiene pistas de todos los discos de estudio de Clarkson publicados hasta 2011: Thankful(2003), Breakaway(2004), My December (2007), All I Ever Wanted (2009), y Stronger (2011), así como tres temas inéditos - temas producidos por el Sound Kollectiv, Greg Kurstin y Dann Huff. Kelly  nombró el álbum "Chapter One" (Capítulo Uno), lo que indica que un segundo capítulo se dará a conocer en el futuro. Se lanzó como sencillo representante de este recopilatorio "Catch My Breath" el 15 de octubre del 2012. Según Nielsen SoundScan, hasta marzo de 2013, el álbum vendió 298 000 copias en los Estados Unidos.

## Antecedentes y liberación
| "Ha pasado una década desde que gané American Idol. A veces se siente más porque a pesar de que ha sido emocionante era mucha presión para una chica de 19 años; ser dueño de una empresa, dirigir una organización como una mujer de negocios, y ser capaz de crear música, me siento orgullosa, ha sido duro, pero inspirador para mí. Gracias a todos los que han sido parte de mi carrera y de mi vida. Esto es para otra década de pasión y diversión! "} |

Clarkson fue abordada primero en lanzar un álbum de grandes éxitos después de soltar My December en diciembre de 2007, pero encontró la idea espantosa. Ella insistió: "Hacer un grandes éxitos sería una locura no soy un artista de 50 años que hacen una tras tres álbumes y piensan que su carrera está llegando a su fin..." El 11 de septiembre de 2012 , la rama británica de Sony Music Entertainment reveló en una conferencia de prensa que un álbum de grandes éxitos de Clarkson se dará a conocer a finales de 2012. En una entrevista con  The Insider promoviendo el lanzamiento de su  sencillo promocional "Get Up (A Anthem Cowboys)" (2012), la estadounidense dio a entender que iba a liberar un nuevo conjunto de canciones a final de año. El 4 de octubre de 2012, Clarkson anunció  un nuevo sencillo del álbum, "Catch My Breath", que sería publicado la semana siguiente RCA Records más tarde anunció que el título del álbum sería Greatest Hits: Chapter One, el álbum fue lanzado el 19 de noviembre de 2012 en los Estados Unidos, y fue precedido por el lanzamiento de "Catch My Breath" el 16 de octubre de 2012.

## Lista de canciones
| N.º | Título                                    | Escritor(es)                                             | Producer(s)                                                       | Duración |  |
| 1.  | «Since U Been Gone»                       | Max Martin, Lukasz Gottwald                              | Max Martin, Dr. Luke                                              | 3:08     |  |
| 2.  | «My Life Would Suck Without You»          | Gottwald, Max Martin, Claude Kelly                       | Dr. Luke, Max Martin                                              | 3:31     |  |
| 3.  | «Miss Independent»                        | Rhett Lawrence, Christina Aguilera, Kelly Clarkson       | Lawrence                                                          | 3:34     |  |
| 4.  | «Stronger (What Doesn't Kill You)»        | Jörgen Elofsson, Ali Tamposi, David Gamson, Greg Kurstin | Kurstin                                                           | 3:42     |  |
| 5.  | «Behind These Hazel Eyes»                 | Clarkson, Max Martin, Gottwald                           | Max Martin, Dr. Luke                                              | 3:16     |  |
| 6.  | «Because of You»                          | Clarkson, David Hodges, Ben Moody                        | Hodges, Moody                                                     | 3:40     |  |
| 7.  | «Never Again»                             | Clarkson, Jimmy Messer                                   | David Kahne, Jason Halbert (co.), Messer (co.)                    | 3:36     |  |
| 8.  | «Already Gone»                            | Clarkson, Ryan Tedder                                    | Tedder                                                            | 4:41     |  |
| 9.  | «Mr. Know It All»                         | Brian Seals, Ester Dean, Brett James, Dante Jones        | Brian Kennedy, Dean (co.), Jones (add.), Dewain Whitmore (vocals) | 3:52     |  |
| 10. | «Breakaway»                               | Matthew Gerrard, Bridget Benenate, Avril Lavigne         | John Shanks                                                       | 3:56     |  |
| 11. | «Don't You Wanna Stay» (con Jason Aldean) | Jason Sellers, Paul Jenkins, Andy Gibson                 | Michael Knox                                                      | 4:19     |  |
| 12. | «Walk Away»                               | Chantal Kreviazuk, Raine Maida, Kara DioGuardi, Clarkson | Maida, DioGuardi, Kreviazuk                                       | 3:09     |  |
| 13. | «Catch My Breath»                         | Clarkson, Halbert, Eric Olson                            | Sound Kollectiv                                                   | 4:10     |  |
| 14. | «People Like Us»                          | Meghan Kabir, James Michael, Blair Daly                  | Kurstin                                                           | 4:18     |  |
| 15. | «Don't Rush» (con Vince Gill)             | Blu Sanders, Natalie Hemby, Lindsay Chapman              | Dann Huff                                                         | 4:02     |  |
| 16. | «A Moment Like This»                      | Elofsson, John Reid                                      | Stephen Ferrera, Steve Mac                                        | 3:48     |  |
| 17. | «I'll Be Home For Christmas»              | Kim Gannon, Walter Kent, Buck Ram                        | Thuy-An Julien                                                    | 2:53     |  |

- iTunes Store bonus track

| iTunes Store bonus track |                                |                                      |               |          |  |
| N.º                      | Título                         | Escritor(es)                         | Productor(es) | Duración |  |
| 18.                      | «Miss Independent» (Live 2012) | Clarkson, Aguilera, Lawrence, Morris | Lawrence      | 3:51     |  |

- Deluxe Edition

| N.º | Título                       | Escritor(es)                        | Productor(es)              | Duración |  |
| 16. | «I'll Be Home For Christmas» | Kim Gannon, Walter Kent, Buck Ram   | Thuy-An Julien             | 2:53     |  |
| 17. | «Dark Side»                  | Busbee, Alexander G.                | Kurstin                    | 3:44     |  |
| 18. | «A Moment Like This»         | Elofsson, Reid.                     | Stephen Ferrera, Steve Mac | 3:48     |  |
| 19. | «The Trouble With Love Is»   | Evan Rogers, Carl Sturken, Clarkson | Evan Roger, Carl Sturken   | 3:41     |  |
| 20. | «I Do Not Hook Up»           | Katy Perry, DioGuardi, Wells        | Howard Benson              | 3:20     |  |
| 21. | «Beautiful Disaster» (Live)  | Matthew Wilder, Rebekah Jordan      | Toby Francis               | 4:35     |  |

- Deluxe Edition DVD (music videos)

| Deluxe edition DVD (music videos) |                                    |                           |          |  |
| N.º                               | Título                             | Director(es)              | Duración |  |
| 1.                                | «Miss Independent»                 | Liz Friedlander           | 3:33     |  |
| 2.                                | «Low»                              | Antti Jokinen             | 3:28     |  |
| 3.                                | «Since U Been Gone»                | Alex De Rakoff            | 3:12     |  |
| 4.                                | «Behind These Hazel Eyes»          | Joseph Kahn               | 3:17     |  |
| 5.                                | «Because of You»                   | Vadim Perelman            | 3:43     |  |
| 6.                                | «Walk Away»                        | Joseph Kahn               | 3:10     |  |
| 7.                                | «Never Again»                      | Joseph Kahn               | 3:39     |  |
| 8.                                | «Don't Waste Your Time»            | Roman White, Randy Brewer | 3:34     |  |
| 9.                                | «My Life Would Suck Without You»   | Wayne Isham               | 3:32     |  |
| 10.                               | «I Do Not Hook Up»                 | Bryan Barber              | 3:48     |  |
| 11.                               | «Already Gone»                     | Joseph Kahn               | 3:28     |  |
| 12.                               | «Mr. Know It All»                  | Justin Francis            | 3:55     |  |
| 13.                               | «Stronger (What Doesn't Kill You)» | Shane Drake               | 3:41     |  |
| 14.                               | «Dark Side»                        | Shane Drake               | 3:46     |  |

## Charts
| Chart (2012)                   | Mejor posición |
| ------------------------------ | -------------- |
| España - PROMUSICAE            | 77             |
| Estados Unidos - Billboard 200 | 11             |
| Suiza - Schweizer Hitparade    | 92             |